# Klasa okręgowa (grupa wrocławska)
Klasa okręgowa, grupa wrocławska – jedna z 4 grup klasy okręgowej na terenie województwa dolnośląskiego, która jest rozgrywkami szóstego poziomu ligowego piłki nożnej mężczyzn w Polsce, stanowiąca pośredni szczebel rozgrywkowy między IV ligą a Klasą A. 
Zmagania w jej ramach toczą się cyklicznie systemem kołowym. Zwycięzcy grupy uzyskują awans do IV ligi, gr. dolnośląskiej zaś najsłabsze zespoły relegowane są do poszczególnych grup klasy A. Organizatorem rozgrywek jest Dolnośląski Związek Piłki Nożnej (Dolnośląski ZPN).

## Zwycięzcy i drużyny awansujące
| Sezon                                                                                    | Zwycięzca grupy        | Pozostałe drużyny awansujące                    | Źródło |
| ---------------------------------------------------------------------------------------- | ---------------------- | ----------------------------------------------- | ------ |
| 2024/2025                                                                                | GKS Mirków/Długołęka   | brak                                            | [ 1 ]  |
| 2023/2024                                                                                | Błyskawica Gać         | brak                                            | [ 2 ]  |
| 2022/2023                                                                                | Zenit Międzybórz       | brak                                            | [ 3 ]  |
| Od sezonu 2022/2023 drużyny awansują do IV ligi, gr. dolnośląskiej                       |                        |                                                 |        |
| 2021/2022                                                                                | Galakticos Solna       | Polonia Środa Śląska                            | [ 4 ]  |
| 2020/2021                                                                                | Barycz Sułów           | WKS Wierzbice, Pogoń Oleśnica                   | [ 5 ]  |
| 2019/2020                                                                                | MKP Wołów              | Mechanik Brzezina                               | [ 6 ]  |
| 2018/2019                                                                                | Moto Jelcz Oława       | Wiwa Goszcz                                     | [ 7 ]  |
| 2017/2018                                                                                | GKS Mirków/Długołęka   | Orzeł Prusice                                   | [ 8 ]  |
| 2016/2017                                                                                | Polonia Trzebnica      | Piast Żerniki                                   | [ 9 ]  |
| 2015/2016                                                                                | MKP Wołów              | Wiwa Goszcz, Orzeł Sadowice, Sokół Marcinkowice | [ 10 ] |
| W sezonach 2015/2016-2021/2022 drużyny awansowały do IV ligi, gr. dolnośląskiej (wschód) |                        |                                                 |        |
| 2014/2015                                                                                | Pogoń Oleśnica         | brak                                            | [ 11 ] |
| 2013/2014                                                                                | Widawa Bierutów        | brak                                            | [ 12 ] |
| 2012/2013                                                                                | LZS Stary Śleszów      | KP Brzeg Dolny                                  | [ 13 ] |
| 2011/2012                                                                                | Pogoń Oleśnica         | brak                                            | [ 14 ] |
| 2010/2011                                                                                | Foto-Higiena Gać       | Sokół Wielka Lipa                               | [ 15 ] |
| 2009/2010                                                                                | Strzelinianka Strzelin | Piast Żmigród                                   | [ 16 ] |
| 2008/2009                                                                                | Polonia Środa Śląska   | brak                                            | [ 17 ] |
| 2007/2008                                                                                | Ślęza Wrocław          | Puma Pietrzykowice                              | [ 18 ] |
| 2006/2007                                                                                | Wulkan Wrocław         | brak                                            | [ 19 ] |
| 2005/2006                                                                                | Śląsk II Wrocław       | brak                                            | [ 20 ] |
| 2004/2005                                                                                | GKS Kobierzyce         | brak                                            | [ 21 ] |
| 2003/2004                                                                                | KP Brzeg Dolny         | brak                                            | [ 22 ] |
| 2002/2003                                                                                | Polonia Trzebnica      | brak                                            | [ 23 ] |
| W sezonach 2002/2003-2014/2015 drużyny awansowały do IV ligi, gr. dolnośląskiej          |                        |                                                 |        |